# Un partenariat pour l'unité nationale
Un partenariat pour l'unité nationale (en anglais : A Partnership for National Unity ; abrégé APNU) est une coalition politique de centre gauche guyanienne.

## Histoire
L'APNU est créée en juillet 2011 pour participer aux élections générales de 2011,. Il est composé du Parti d'action du Guyana, de l'Association des autorités locales du Guyana, du Congrès national du Guyana, du Partenariat populaire du Guyana, du Congrès de la jeunesse du Guyana, du Parti de la justice pour tous, du Front démocratique national, de l'Alliance du front national, du Congrès national du peuple (PNC) et de l'Alliance des travailleurs.
L'alliance remporte 26 des 65 sièges de l'Assemblée nationale aux élections. Avec l'Alliance pour le changement qui remporte sept sièges, les partis d'opposition combinés détiennent la majorité des sièges à l'Assemblée nationale. Cependant, le Parti populaire progressiste (qui remporte 32 sièges) forme le gouvernement, le chef du plus grand parti devenant automatiquement président de la République.
Avant les élections de 2015, l'APNU forme une liste électorale conjointe avec l'Alliance pour le changement. La liste combinée remporte 33 sièges, ce qui permet au chef du PNC, David Granger de devenir président de la République.
En 2020, après des élections controversées au cours de laquelle l'APNU — dans le cadre de sa coalition APNU-AFC — cherche à gagner grâce à des résultats de sondage modifiés, l'APNU est défaite et voit le Parti de la justice pour tous (JFAP) et l'Alliance des travailleurs (WPA) se retirer de l'alliance. Ce retrait intervient à la suite d'un manque de représentation sur leur liste parlementaire pour l'opposition,,,.

## Résultats électoraux
| Élection | Candidat présidentiel | Votes   | %     | Sièges  | Rang | +/- |
| -------- | --------------------- | ------- | ----- | ------- | ---- | --- |
| 2011     | David Granger         | 139 678 | 40,81 | 26 / 65 | 2e   | Nv  |
| 2015     | David Granger         | 217 920 | 50,29 | 33 / 65 | 1er  |     |
| 2020     | David Granger         | 217 920 | 47,34 | 31 / 65 | 2e   | 2   |